# S1 MP3 플레이어

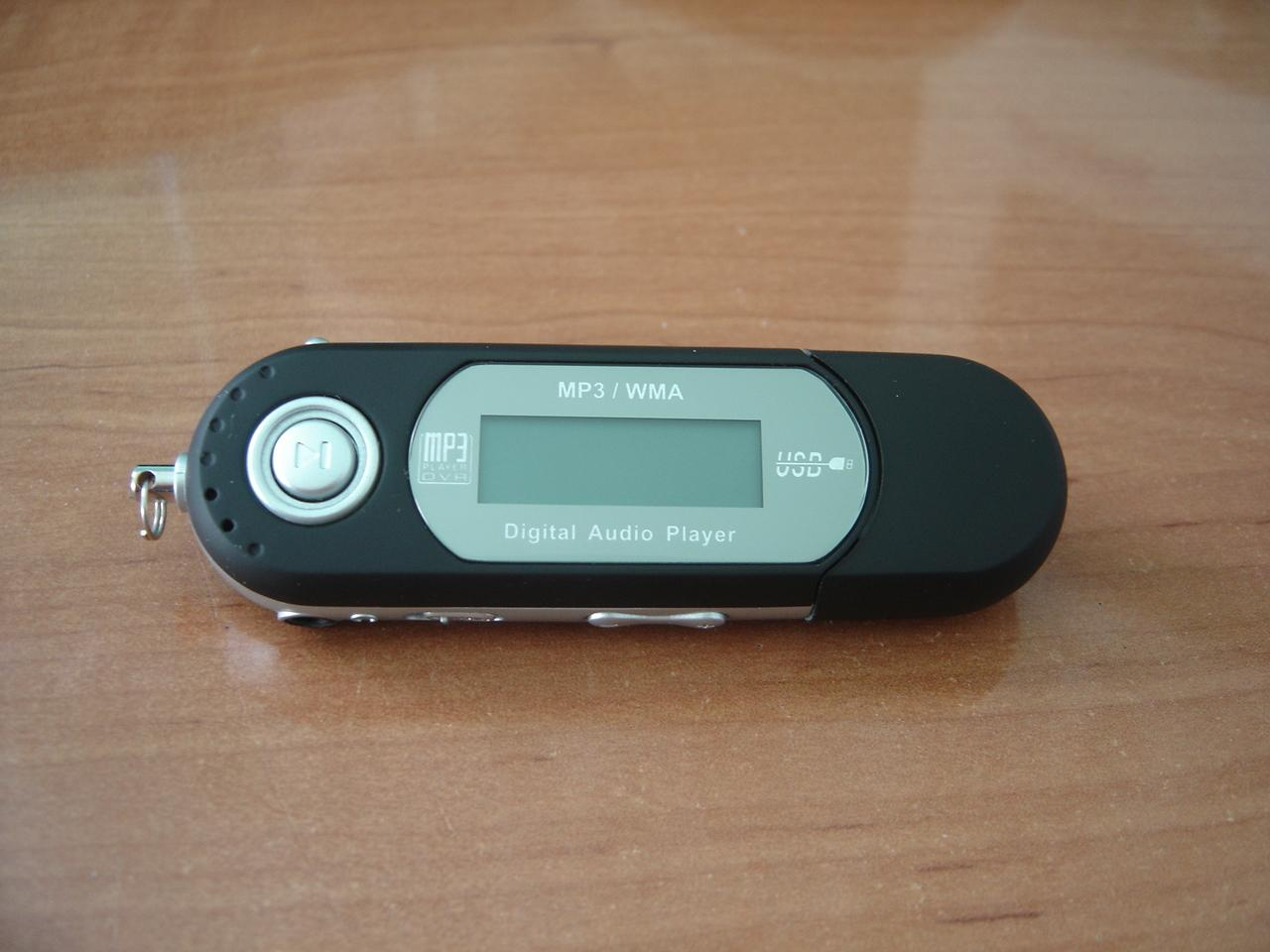
전형적인 S1 MP3 플레이어

S1 MP3 플레이어는 액션 보관됨 2008-03-03 - 웨이백 머신 칩셋 기반의 MP3 플레이어의 한 종류이다. 이들은 다수의 다른 브랜드 이름과 디자인으로 팔려나가고 있다. 이와 같은 타입의 제품은 '저가형(싸구려) MP3 플레이어'의 대명사로 알려져 있다.

## 기능
- MP1, MP2, MP3, WMA 음악 파일의 재생
- 몇몇 제품에서 WMA DRM 지원
- 몇몇 제품에서 Ogg Vorbis 지원
- USB 대용량 장치 계열 지원 - 윈도우 XP, 리눅스, 맥 OS X 환경에서 작동, USB 플래시 드라이브 기능
- 메모리 기능의 경우 64MB에서 4GB까지 지원, 4GB의 경우는 보통 4GB처럼 보이도록 조작한 더 작은 플래시 메모리를 사용

### 설명
- 24비트 DSP
- 8비트 Z80 CPU 코어
- USB 2.0 Full Speed
- 주파수 응답: 20 Hz에서 20 kHz
- 이어폰 임피던스 32 Ω
- 정격 출력: 5 mW x 5 mW (16 Ω)
- 신호 대 잡음비 약 70 dB
- FM 라디오 (필립스 TEA5756 라디오 칩을 사용함, 이 칩은 미국과 일본의 FM 방송을 조종할 수 있다)
- 그래픽 이퀼라이저 설정 가능
- 내장 마이크로폰을 통한 녹음이나 라디오 방송의 ADPCM WAV (32 Kbit/s), ACT (8 kbit/s) or VOR (32 혹은 8 kbit/s) 포맷으로의 녹음 기능
- ID3 태그 보여주기

### 소프트웨어
- 윈도우 환경을 위한 펌웨어 업그레이드 프로그램
- 중국어 프로그램 혹은 펌웨어 해킹을 통한 로고 수정

### 하드웨어
- 하이닉스나 삼성전자 낸드 플래시 메모리
- 어떤 최신 모델들은 32MB에서 4GB까지 지원하는 SD/MMC 슬롯이 달려있음

## 같이 보기
- MP4 플레이어